# Coronatae

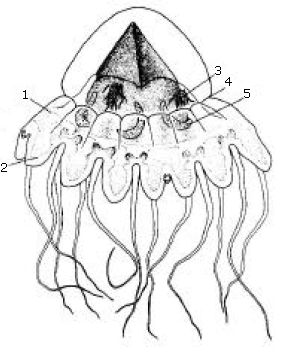
Будова типового представника Coronatae: 1 — периферійна доля, 2 — периферійна лопасть, 3 — війки в кишковій порожнині, 4 — корональна борозна, 5 — гонада

Ряд Coronatae — ряд кишковопорожнинних тварин класу Сцифоїдні (Scyphozoa).

## Загальні дані
Складається з 6 родин і 12 родів, у які входять приблизно 47 видів. Ряд включає батипелагічних (таких, що мешкають на великих глибинах) та мезопелагічних (таких, що мешкають на середніх глибинах) медуз. У всіх видів, що входять до цього ряду, на куполі існує глибока борозна, або корональний жолоб, що поділяє аборальну поверхню купола на центральний диск та периферичну частину (див. малюнок ліворуч). Представники ряду мають простої будови ротові лопаті, що оточують рот, розташований на невеликому виступі (манубріумі). Ряд Coronatae вважається найпримітивнішим серед сцифоїдних; багато його представників мають великі та дуже великі, як для даного типу тварин, розміри та яскраво забарвлені в червоні та пурпурні тони.
Деталі життєвого циклу медуз класу Coronatae наразі добре не відомі. Поліпова стадія може бути як одинокою, так і колоніальною, з перидермальними оточуючими трубками, побудованими з хітину. Утім, у деяких Coronatae медузоїдна стадія в життєвому циклі редукована, і вони вдаються до статевого розмноження на стадії поліпа, всередині перидермальних трубок.

## Родина Atollidae
Родина охоплює один рід Atolla. Медузи цієї родини відрізняються тим, що мають більш ніж вісім розташованих по краю купола чутливих до світла органів, котрі чергуються з такою ж кількістю щупальців. Кількість механічно-чутливих складок вдвічі більша, ніж кількість щупальців. Представники родини дуже рідко зустрічаються в приповерхневих водах; їхня середня величина — від 12 до 150 міліметрів, залежно від виду. Один з видів родини, Atolla parva, є глибоководною медузою з одним сильно видовженим щупальцем, функція якого невідома. Загалом, медузи цієї родини є глибоководними організмами, розповсюдженими у всіх океанах. Найбільша їх кількість виловлюється тралами з глибин 650-4500 метрів.
Родини, описані нижче, мають аналогічне глобальне розповсюдження, якщо не зазначене інше.

## Родина Atorellidae
Родина складається з одного роду Atorella. Атореліди визначаються тим, що мають завжди точно шість ропаліїв, шість щупальців, дванадцять крайових механічних рецепторів та дванадцять ротових лопатей. Розмір цих медуз 5—17 міліметрів у діаметрі купола. Вони мають четверо гонад (статевих органів), забарвлених в жовтогарячий колір, в той час як все інше тіло безбарвне. Досі невідомо, який еволюційний механізм призвів до виникнення шести парних органів в цій родині, а у всіх інших сцифоїдних кількість парних органів кратна чотирьом; найвірогіднішою вважається гіпотеза, що дана родина утворилась шляхом еволюційної зміни родини Atolla, при цьому втративши частину парних органів. Представники родини Atorellidae знайдені на тихоокеанському узбережжі Панами та на східному узбережжі Африки.

## Родина Linuchidae
Родина складається з двох родів, Linantha та Linuche. Їм притаманна наявність восьми ропаліїв, восьми радіальних щупальців та восьми гонад, згрупованих у чотири пари. Розміри тіла приблизно 13 міліметрів завширшки та 16 міліметрів у висоту. Вид Linuche unguiculata населяє тропічну зону Атлантичного океану і відрізняється від спорідненого виду L. draco відсутністю крайового кільцевого каналу в куполі та трьома рядами підзонтичних виростів порівняльно з двома у L. draco. L. draco населяє Південнокитайське море. Інші види роду широко розповсюджені в тропічній зоні Тихого та Індійського океанів. Другий рід родини, Linantha, відрізняється наявністю чотирьох інтеррадіальних гонад, що за формою нагадують кінське копито, і мешкає в районі Галапагоських островів.

## Родина Nausithoidae
Види цієї родини, що мають в ширину від 9 до 35 міліметрів, характеризуються вісьмома крайовими органами відчуття та вісьмома щупальцями. При цьому статеві залози (гонади) не згруповані попарно. Личинка-сцифістома роду Nausithoe осідає на
губках та перетворюється на розгалужений поліп. Медуза роду Nausithoe вміщує в собі невеликі кластери прозорих цист, що розкидані всередині ектодерми зонтика. Рід Thecoscyphus представлений одним видом Thecoscyphus zibrowii — сифонофорою, що є ендеміком підводних морських печер західної частини Середземного моря. Медузоїдна стадія в цьому роді представлена тільки на ембріональному ступені розвитку, і самостійно практично не зустрічається. Це різко відрізняє даний рід від інших таксонів класу Сцифоїдних, де домінуючою стадією в життєвому циклі є медуза. Таке еволюційне перетворення дослідники пов'язують з адаптацією до специфічних умов мешкання у підводних морських печерах. Рід Palephyra відомий як мешканець тропічних вод Індійського океану в районі Мадагаскара та прибережних вод Китаю. Представники роду Palephyra досягають величини до 8 міліметрів і мають парні гонади світло-червоного кольору.

## Родина Periphyllinidae
Ця родина характеризується наявністю інтеррадіальних лопатей, які несуть щупальці на яких, своєю чергою, розташовані крайові чутливі органи. Представники родини можуть бути знайдені в приантарктичних водах, на схід від Австралії та в районі Нової Зеландії на глибинах від 180 до 900 метрів. Деякі медузи цією родини мають гонади овальної форми. Єдиний вид роду Peryphilla — Periphylla periphylla є однією з найбільш вражаючих глибоководних медуз, завдяки їхній красі, незвичайній формі та розмірам — їхній купол досягає 80 мм в висоту та 42 мм в ширину.

## Родина Paraphyllinidae
Ця невелика родина в основних рисах схожа з родиною Periphyllinidae, відрізняючись від неї лише перирадіальним розташуванням чутливих органів замість інтеррадіального у Periphyllinidae (докладніше про типи розташування органів медуз див. у статті «Сцифоїдні»). Знайдена на глибинах 250—300 метрів у Неаполітанській затоці та в водах Малайського архіпелагу.

## Види ряду Coronatae
| Родина, автор та рік опису | Рід, автор та рік опису       | Вид, автор та рік опису                   |
| Atollidae Bigelow 1913     | Atolla Haeckel 1880           | chuni Vanhöffen 1902                      |
| Atollidae Bigelow 1913     | Atolla Haeckel 1880           | gigantea Maas 1897                        |
| Atollidae Bigelow 1913     | Atolla Haeckel 1880           | parva Russell 1958                        |
| Atollidae Bigelow 1913     | Atolla Haeckel 1880           | russelli Repelin 1962                     |
| Atollidae Bigelow 1913     | Atolla Haeckel 1880           | vanhoeffeni Russell 1957                  |
| Atollidae Bigelow 1913     | Atolla Haeckel 1880           | wyvillei Haeckel 1880                     |
| Atorellidae Vanhöffen 1902 | Atorella Vanhöffen 1902       | arcturi Bigelow 1928                      |
| Atorellidae Vanhöffen 1902 | Atorella Vanhöffen 1902       | japonica Kawaguti & Matsuno 1981          |
| Atorellidae Vanhöffen 1902 | Atorella Vanhöffen 1902       | octogonos Mills, Larson & Youngbluth 1987 |
| Atorellidae Vanhöffen 1902 | Atorella Vanhöffen 1902       | subglobosa Vanhöffen 1902                 |
| Atorellidae Vanhöffen 1902 | Atorella Vanhöffen 1902       | vanhoeffeni Bigelow 1909                  |
| Linuchidae Haeckel 1879    | Linantha Haeckel 1880         | lunulata Haeckel 1880                     |
| Linuchidae Haeckel 1879    | Linuche Eschscholtz 1829      | aquila Haeckel 1880                       |
| Linuchidae Haeckel 1879    | Linuche Eschscholtz 1829      | draco Haeckel 1880                        |
| Linuchidae Haeckel 1879    | Linuche Eschscholtz 1829      | unguiculata Swartz 1788                   |
| Nausithoidae Bigelow 1913  | Nausithoe Kölliker 1853       | albatrossi Maas 1897                      |
| Nausithoidae Bigelow 1913  | Nausithoe Kölliker 1853       | atlantica Broch 1914                      |
| Nausithoidae Bigelow 1913  | Nausithoe Kölliker 1853       | aurea Silveira & Morandini 1997           |
| Nausithoidae Bigelow 1913  | Nausithoe Kölliker 1853       | challengeri Haeckel 1880                  |
| Nausithoidae Bigelow 1913  | Nausithoe Kölliker 1853       | clausi Vanhöffen 1892                     |
| Nausithoidae Bigelow 1913  | Nausithoe Kölliker 1853       | eumedusoides Werner 1974                  |
| Nausithoidae Bigelow 1913  | Nausithoe Kölliker 1853       | globifera Broch 1914                      |
| Nausithoidae Bigelow 1913  | Nausithoe Kölliker 1853       | hagenbecki Jarms 2001                     |
| Nausithoidae Bigelow 1913  | Nausithoe Kölliker 1853       | limpida Hartlaub 1909                     |
| Nausithoidae Bigelow 1913  | Nausithoe Kölliker 1853       | maculata Jarms 1990                       |
| Nausithoidae Bigelow 1913  | Nausithoe Kölliker 1853       | marginata Kölliker 1853                   |
| Nausithoidae Bigelow 1913  | Nausithoe Kölliker 1853       | picta Agassiz & Mayer 1902                |
| Nausithoidae Bigelow 1913  | Nausithoe Kölliker 1853       | planulophora Werner 1971                  |
| Nausithoidae Bigelow 1913  | Nausithoe Kölliker 1853       | punctata Kölliker 1853                    |
| Nausithoidae Bigelow 1913  | Nausithoe Kölliker 1853       | racemosa Komai, 1936                      |
| Nausithoidae Bigelow 1913  | Nausithoe Kölliker 1853       | rubra Vanhöffen 1902                      |
| Nausithoidae Bigelow 1913  | Nausithoe Kölliker 1853       | thieli Jarms 1990                         |
| Nausithoidae Bigelow 1913  | Nausithoe Kölliker 1853       | werneri Jarms 1990                        |
| Nausithoidae Bigelow 1913  | Palephyra Haeckel 1880        | antiqua Haeckel 1880                      |
| Nausithoidae Bigelow 1913  | Palephyra Haeckel 1880        | indica Vanhöffen 1902                     |
| Nausithoidae Bigelow 1913  | Palephyra Haeckel 1880        | pelagica Haeckel 1880                     |
| Nausithoidae Bigelow 1913  | Thecoscyphus Werner 1984      | zibrowii Werner 1984                      |
| Paraphyllinidae Maas 1903  | Paraphyllina Maas 1903        | intermedia Maas 1903                      |
| Paraphyllinidae Maas 1903  | Paraphyllina Maas 1903        | ransoni Russell 1956                      |
| Paraphyllinidae Maas 1903  | Paraphyllina Maas 1903        | rubra Neppi 1915                          |
| Periphyllidae Haeckel 1880 | Nauphantopsis Fewkes 1885     | diomedeae Fewkes 1885                     |
| Periphyllidae Haeckel 1880 | Pericolpa Haeckel 1880        | campana Haeckel 1880                      |
| Periphyllidae Haeckel 1880 | Pericolpa Haeckel 1880        | quadrigata Haeckel 1880                   |
| Periphyllidae Haeckel 1880 | Pericolpa Haeckel 1880        | tetralina Haeckel 1880                    |
| Periphyllidae Haeckel 1880 | Periphylla Haeckel 1880       | periphylla Péron & Lesueur 1810           |
| Periphyllidae Haeckel 1880 | Periphyllopsis Vanhöffen 1900 | braueri Vanhöffen 1900                    |
| Periphyllidae Haeckel 1880 | Periphyllopsis Vanhöffen 1900 | galatheae Kramp 1959                      |